# Tesis tridimensional del derecho
La tesis tridimensional del derecho, sostenida por diversos juristas y autores entre los que destacan Miguel Reale, Carlos Fernández Sessarego y Luis Recasens. Concibe al fenómeno jurídico desde el punto de vista de tres dimensiones, las cuales son: fáctica, normativa y axiológica.

## Dimensión fáctica (sociológica)
Manifestada como un hecho social, esta dimensión observa al derecho como un acontecer que se presenta de manera cotidiana en la vida de las personas,  a este fenómeno se le conoce como “La Omnipresencia del Derecho”. 

De igual forma, al ser un fenómeno social, el derecho forzosamente se encuentra interrelacionado con los demás fenómenos que podemos encontrar dentro de la vida comunitaria, como lo son los fenómenos económicos y políticos.

Dentro de esta dimensión fáctica o sociológica, se puede estudiar al fenómeno jurídico desde dos ámbitos:
- Dentro del mismo derecho.
- Desde el punto de vista de otras y todos son ciencias sociales.

Dentro del mismo Derecho, las disciplinas que se encargan de dicho estudio son:
1. Historia del Derecho.
2. La Sociología Jurídica.
3. La Filosofía (a través de la ética y la Lógica jurídica).

Desde el punto de vista de otras ciencias sociales, esta dimensión del Derecho es estudiada por ciencias como:
1. La sociología jurídica.- Que concibe al Derecho como un modo de comportamiento social y que influye en la adopción de determinadas conductas.
2. La antropología jurídica.- Esta concibe al Derecho como una manifestación cultural.
3. La psicología jurídica.- Esta ciencia concibe al Derecho como una forma de influencia en la conducta de los individuos.
4. La historia del Derecho.- La cual comprende al fenómeno jurídico como uno de los hechos de la voluntad humana.
5. La Ciencia Política.- Esta concibe al Derecho como un fenómeno social que responde a ciertos intereses o circunstancias que se vinculan con las relaciones de poder.

## Dimensión normativa
En esta dimensión, se reconoce al fenómeno jurídico en su presencia estrictamente jurídica. Así, el derecho se caracteriza entonces por establecer las conductas sociales que los individuos deben asumir dentro de la vida en comunidad. Como consecuencia de esto, esta dimensión se ve reflejada en las normas jurídicas que prescriben una conducta social debida. A esto se le conoce como norma jurídica.
En este punto es muy importante señalar que, dentro de la sociedad podemos encontrar diferentes tipos de conductas debidas y de normatividades, como lo son las normas morales y religiosas. Sin embargo, las normas jurídicas (o las normas de derecho) se van a distinguir de las dos anteriores debido a que cuentan con una nota muy particular que es la coacción. Esta coacción implica la facultad de hacer cumplir una norma jurídica incluso en contra de la voluntad de los individuos a través del uso de la fuerza legitimada e institucionalizada del poder político y soberano.

## Dimensión axiológica
Esta dimensión es la que concibe al derecho como valor, portador y garantizador de otros valores superiores. Detrás de la existencia de las normas jurídicas, y como razón de su obligatoriedad, se encuentran los valores que necesariamente son perseguidos por todo derecho.
La dimensión axiológica es la que se va a encargar del análisis del [“Doble estándar valorativo del Derecho”]. Este doble estándar valorativo se refiere:
1. Al derecho como valor que surge, de su sola presencia en la sociedad, como generador de valores jurídicos con carácter instrumental (Orden, seguridad e igualdad).
2. Al derecho como portador de valores superiores, como la vida y la dignidad humana.